# سویتلانا اسپیریوخوا
سویتلانا اسپیریوخوا (اوکراینی: Світлана Анатоліївна Спірюхова؛ زادهٔ ۵ آوریل ۱۹۸۲) قایقران روئینگ اهل اوکراین است. وی همچنین از قایقرانان روئینگ بازی‌های المپیک تابستانی ۲۰۰۸ بوده است. 